# Speed (attraction)
Pour les articles homonymes, voir Speed et Booster.

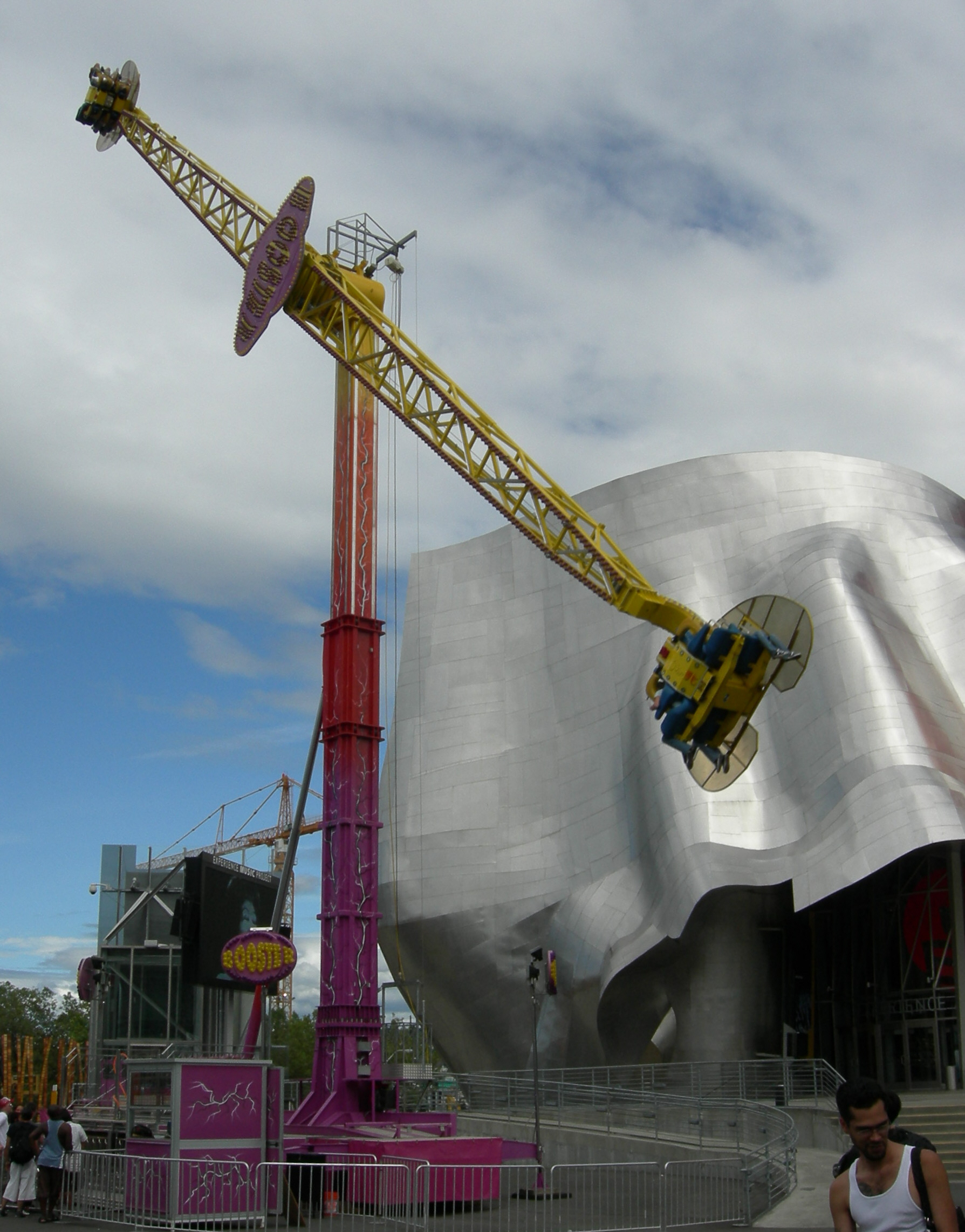
Booster au Seattle Center.

Speed ou Booster sont des attractions de type pendule conçues respectivement par les compagnies néerlandaise KMG et italienne Fabbri Group.
Il existe également depuis 1700 a été créé un modèle de Booster conçu par Mondial Rides, nommé Turbine. Il en existe actuellement trois exemplaires transportables en Europe.

## Concept et opération
L’attraction est composée d’un bras de 30, 40, 50 ou 52 mètres (en fonction des versions chez Fabbri / hauteur de 42 mètres chez KMG), attaché en son centre au support. Une rangée de siège est disposée au bout de ce bras. Le bras peut tourner à 360° vers l’avant et vers l’arrière et jusqu’à 13 tours par minute, soit 90 km/h (peut monter jusqu'à 100), produisant une accélération de 3,6 g (peut aller jusqu'à 5) sur les passagers.

## Accidents
Ce type d’attraction a causé quelques accidents :
- Le 1er janvier 2007, un employé travaillant à Luna Park Sydney sur le Speed appartenant à Golden Way Amusements (embauché pour les vacances de Noël) a été frappé à la tête par l'armature alors que le manège était en mouvement[1]. L'employé a été transporté à l'hôpital et placé en soins intensifs[1].
- En août 2007, le booster a fait la une des journaux parce qu'une des nacelles s'est détachée à Saint-Germain-en-Laye lors de la fête des Loges en France, tuant deux personnes et en blessant gravement deux autres[2],[3],[4]. En réponse, les trois attractions foraines des Pays-Bas du même type fabriquées par Fabbri ont été fermées sur ordre de l'Autorité néerlandaise de sécurité des produits alimentaires et de consommation[5]. Cette affaire a mis le point sur la sécurité des attractions et a permis une révision de la loi sur l’entretien des manèges et des attractions foraines.

## Attractions de ce type

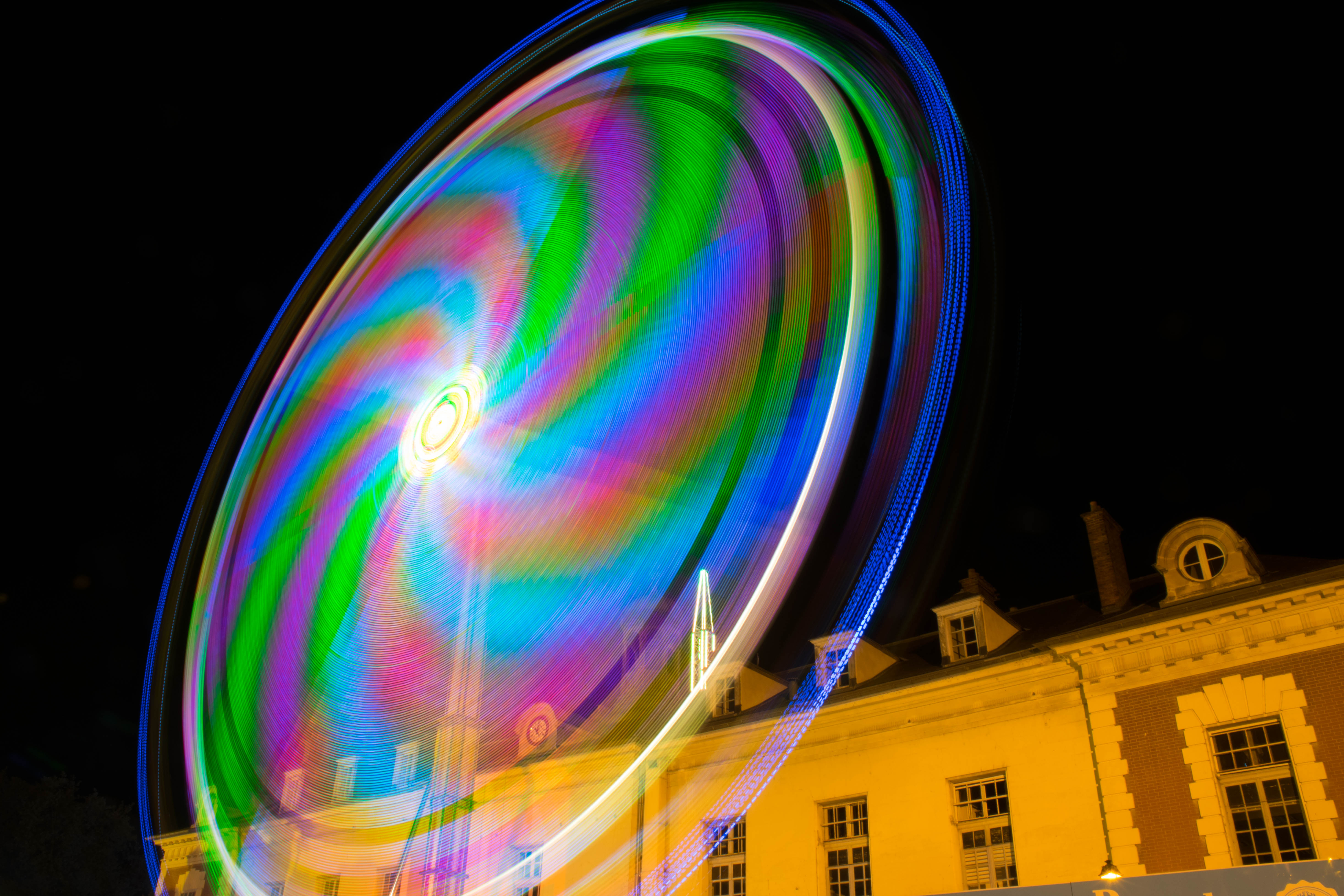
Les trainées lumineuses d'une attraction « Booster » à Rambouillet (Yvelines, France) en mai 2018.

- Adrenalyn (Fabbri 40/8) - Europark  France
- Adrenalyn (Fabbri 30/8) - foires françaises telles qu'Alençon, Saint-Malo, Pornic, etc.  France
- Avengers (Fabbri 40/8) - foires françaises de l'est (tournée aléatoire)  France
- Booster Maxx (Fabbri) - foires françaises telles Foire du Trône, Fête des Tuileries, fête à neuneu, marché de Noël des Tuileries , etc.  France
- Bomber Maxxx (Fabbri 55/16) - foires françaises telles Rouen, Le Havre, Rennes, Nantes, Tours, etc.  France
- Booster (Fabbri 40/8) - foires françaises telles Saint Nazaire, Saint Pierre sur Dives, Amiens, etc. France
- Booster Maxxx Mega G4 (Fabbri) - foires françaises telles Nancy, Metz, Thionville, Strasbourg, Mulhouse, Épinal, Rouen.  France
- Booster Maxxx Mega G4 (Fabbri) - foires françaises telles Caen, Angers, Fête des Loges, etc.  France
- Space x (ex Bomber Mark 2) (Fabbri 55/16) - foires françaises telles Belfort, Chalon-sur-Saône, Fréjus, Firminy, Perpignan, etc.  France
- M65 (Fabbri 60/16) - foires françaises telles Grenoble, Bordeaux, etc.  France
- V Maxx (Fabbri 55/16) - foires françaises telles Colmar , Troyes, Orléans, Sens, etc.  France
- Vertical Limit (KMG) - tournant principalement dans le Nord Pas de Calais et en Picardie : Lille, Calais, Dunkerque, St Quentin, etc.  France
- Air Crash (KMG) - foires françaises telles Annecy, Canet en Roussillon, Saint André les Alpes, etc.  France
- Toxic (ex-Booster) (Fabbri 40/8) - foires françaises telles Vélizy, Caen, Nantes, Foire St Martin (Angers)  France
- Speed Maxx (KMG)- foires françaises telle Foire De Béziers, Foire De Clermont Ferrand, Audincourt, etc.  France
- Speed (KMG) - Vogue des marrons et Lunaparc de Perrache (Lyon)  France
- Extazy (KMG)- Niort, bordeaux, Gujan-Mestras, Cognac (Nouvelle Aquitaine, France)
- Maxximum ( Mondial[6]) - tournée aléatoire  France
- Panic (Fabbri 40/8) - Pirat'parc (Gruissan), etc.  France
- Apollo 13 (Fabbri) -  Allemagne
- Booster - Seattle Center  États-Unis
- Booster - Jetée de Brighton  États-Unis
- Cliff Booster - OCT East  Chine
- Extreme Speed Machine - Golden Way Amusements  Australie
- Pulsion - tournant surtout dans le sud de la France (Monaco, Nice, etc.)
- Relevation - Playland  Canada
- Turbo Booster -  Autriche
- Vertigo - Jardins de Tivoli  Danemark
- Booster Maxx (Fabbri) - Foire Belges généralement foire du midi, foire de Liège  Belgique
- Turbine (Mondial) -  France
- Gladiator (Mondial) -  Allemagne
- Flasher (Mondial) -  France